# Lauren Lane
Lauren Lane, conosciuta anche come Laura Lane (Oklahoma City, 2 febbraio 1961), è un'attrice statunitense.
È nota per la sua partecipazione alla sit-com statunitense degli anni novanta La tata, nella quale interpretava C.C. Babcock, socia del signor Sheffield.

## Biografia
Lauren Lane è nata a Oklahoma City, pur vivendo in Texas, dove ha frequentato la Lamar High School di Arlington, conseguendo poi Bachelor of Fine Arts presso l'Università del Texas ad Arlington. La Lane ha inoltre conseguito un Master in programma di formazione avanzata presso l'American Conservatory Theater di San Francisco.
Ha cominciato la sua carriera nel 1984, partecipando a numerose serie tv e film, tra cui la serie Hunter, nella seconda parte della settima ed ultima stagione interpretando il ruolo della Sergente Chris Novack, e Avvocati a Los Angeles o a film come Doppia personalità.
Ha anche lavorato in teatro ed è stata membro della "The Actors Gang", compagnia teatrale creata da Tim Robbins.
Attualmente collabora con il Dipartimento di Teatro e Danza alla Texas State University di San Marcos, Texas.

### Vita privata
Lauren Lane è sposata con David Wilkins e insieme hanno avuto una figlia, Kate Wilkins (nata il 23 febbraio 1998).

## Filmografia

### Cinema
- Doppia personalità (Positive I.D.), regia di Andy Anderson (1986)
- Gen¹³, regia di Kevin Altieri (1999) (voce)

### Televisione
- Hunter – serie TV, 10 episodi (1991)
- Avvocati a Los Angeles (L.A. Law) – serie TV, 5 episodi (1991-1992)
- Perry Mason: Elisir di morte (Perry Mason: The Case of the Skin-Deep Scandal) – film TV (1993)
- Miami Beach (South Beach) – serie TV, episodio 1x03 (1993)
- La legge di Burke (Burke's Law) – serie TV, episodio 2x05 (1995)
- La tata (The Nanny) – serie TV, 145 episodi (1993-1999)